# Shepherd (Familienname)
Shepherd ist ein englischer Familienname.

## Herkunft und Bedeutung
Shepherd ist ein Berufsname und bezieht sich auf den Schafhirten.

## Namensträger
- Adrian Shepherd († 2013), britischer Cellist
- Alan Shepherd (1935–2007), britischer Motorradrennfahrer
- Albert Shepherd (Fußballspieler) (1885–1929), englischer Fußballnationalspieler
- Albert Shepherd (Schauspieler) (1936–2019), britischer Film- und Fernsehschauspieler
- Alexander Robey Shepherd (1835–1902), US-amerikanischer Politiker
- André Shepherd (* 1977), US-amerikanischer Deserteur
- Arthur Shepherd (1880–1958), US-amerikanischer Komponist
- Ben Shepherd (* 1968), US-amerikanischer Bassist
- Ben H. Shepherd, britischer Historiker
- Caleb Shepherd (* 1993), neuseeländischer Ruderer
- Cameron Shepherd (* 1984), australischer Rugby-Union-Spieler
- Catherine Shepherd (Katrin Schäfer, * 1972), deutsche Schriftstellerin
- Charles Shepherd jun. (1829–1905), britischer Uhrmacher und Ingenieur
- Chaz Lamar Shepherd (* 1977), US-amerikanischer Schauspieler
- Chris Shepherd (* 1966), britischer Regisseur, Drehbuchautor und Produzent
- Conrad Shepherd (Konrad Schaef; 1937–2020), deutscher Science-Fiction-Autor
- Cybill Shepherd (* 1950), US-amerikanische Schauspielerin
- Dave Shepherd (1929–2016), britischer Jazz-Klarinettist
- Dennis Shepherd (1926–2006), südafrikanischer Boxer
- Dolly Shepherd (1886–1983), britische Fallschirmspringerin
- Dorothy Shepherd-Barron (1897–1953), britische Tennisspielerin
- Elizabeth Shepherd (* 1977), kanadische Jazzmusikerin und Singer-Songwriterin
- Elvin Shepherd (1923–1995), US-amerikanischer Jazzmusiker
- Eric Shepherd (1894–1967), australischer Politiker
- Francis Shepherd (1893–1962), britischer Botschafter
- George Shepherd (1938–2022), kanadischer Hürdenläufer und Sprinter
- Gordon Brook-Shepherd (1918–2004), britischer Historiker und Journalist
- Gordon M. Shepherd (1933–2022), US-amerikanischer Neurowissenschaftler
- Jack Shepherd (* 1940), britischer Schauspieler
- James Shepherd (1884–1954), britischer Tauzieher
- Jean Parker Shepherd (1921–1999), US-amerikanischer Erzähler, Autor, Moderator und Discjockey
- Jevohn Shepherd (* 1986), kanadischer Basketballspieler
- Joel Shepherd (* 1974), australischer Science-Fiction-Schriftsteller
- John Shepherd (Gouverneur) (1792–1859), britischer Vorstand der East India Company, Gouverneur der Hudson’s Bay Company
- John Graham Shepherd (* 1946), britischer Erdsystemwissenschaftler
- John William Shepherd (* 1960), US-amerikanischer Schauspieler und Produzent
- John Shepherd-Barron (1925–2010), schottischer Erfinder des Bankautomaten
- Karen Shepherd (* 1940), US-amerikanische Politikerin
- Kenny Wayne Shepherd (* 1977), US-amerikanischer Bluesrock-Musiker
- Kirk Shepherd (* 1986), englischer Dartspieler
- Kyle Shepherd (* 1987), südafrikanischer Jazzmusiker und Dichter
- Laura J. Shepherd (* 1977), australische Politikwissenschaftlerin
- Lemuel C. Shepherd junior (1896–1990), General des United States Marine Corps
- Louise Shepherd (* 1958), australische Sportkletterin
- Malcolm Shepherd, 2. Baron Shepherd (1918–2001), britischer Politiker (Labour) und Peer
- Mark Shepherd (1923–2009), US-amerikanischer Manager
- Mark Allen Shepherd (* 1961), US-amerikanischer Filmschauspieler
- Mary Shepherd (1777–1847), schottische Philosophin
- Nan Shepherd (1893–1981), schottische Dichterin
- Nicholas Shepherd-Barron (* 1955), britischer Mathematiker
- Richard Shepherd (Filmproduzent) (1927–2014), US-amerikanischer Filmproduzent
- Richard Shepherd (Politiker) (1942–2022), schottischer Politiker, Abgeordneter des Unterhauses des Vereinigten Königreichs
- Rob Shepherd (* 1965), US-amerikanischer Ruderer
- Robert Shepherd (* 1969), US-amerikanischer Basketballtrainer und -spieler
- Romario Shepherd (* 1994), Cricketspieler der West Indies
- Rowen Shepherd (* 1970), schottischer Rugby-Union-Spieler
- Scott Shepherd, US-amerikanischer Schauspieler
- Sharon Shepherd (* 1938), US-amerikanische Kugelstoßerin und Diskuswerferin
- Sherri Shepherd (* 1967), US-amerikanische Schauspielerin, Komikerin und Moderatorin
- Suzanne Shepherd (1934–2023), US-amerikanische Schauspielerin, Regisseurin und Schauspiellehrerin
- Thomas H. Shepherd (1792–1864), britischer Aquarellmaler
- Verene Shepherd (* 1950), jamaikanische Sozialhistorikerin

- William McMichael Shepherd (* 1949), US-amerikanischer Astronaut
- William Robert Shepherd (1871–1934), US-amerikanischer Historiker